# جابا جيغوري
جابا جيغوري (8 يوليو 1992 بتبليسي في جورجيا - ) هو لاعب كرة قدم جورجي في مركز الوسط. شارك مع منتخب جورجيا تحت 21 سنة لكرة القدم. أما مع النوادي، فقد لعب مع نادي تشيخورا ساتشخيره ونادي دينامو تبليسي.

## وصلات خارجية
- جابا جيغوري على موقع الاتحاد الدولي (مؤرشف)  (الإنجليزية)
- جابا جيغوري على موقع الاتحاد الأوربي (الإنجليزية)
- جابا جيغوري على موقع قاعدة بيانات كرة القدم.إي يو (الإنجليزية)
- جابا جيغوري على موقع ناشيونال فوتبول تيمز (الإنجليزية)
- جابا جيغوري على موقع Soccerway.com (الإنجليزية)
- جابا جيغوري على موقع AS.com (الإسبانية)